# بيدرو خوسيه لورينزو غالان
بيدرو خوسيه لورينزو غالان (بالإسبانية: Pedro José Lorenzo Galán)‏ هو لاعب كرة قدم إسباني، ولد في 19 نوفمبر 1967 في توريميجايا في إسبانيا. لعب مع نادي إكستريمادورا.

## وصلات خارجية
- بيدرو خوسيه لورينزو غالان على موقع قاعدة بيانات كرة القدم.إي يو (الإنجليزية)